# Паметник костница (Кавадарци)
Вижте пояснителната страница за други значения на Паметник костница.
Паметникът костница (на македонска литературна норма: Спомен-костурница) е паметник, в който са положени посмъртните останки на жертвите на фашизма и борците от комунистическата съпротива във Вардарска Македония, загинали във Втората световна война от Кавадарци и околностите.
Паметникът е разположен в парк в източната част на града. Вътре в костницата се намира гранитна плоча, на която са изписани над 300 имена на загиналите. Костницата е изградена от бетон и е официално открита на 7 септември 1976 г. Неин архитект е професорът от Скопския университет Петър Муличовски.
Намира се на надморска височина 305 метра, като от него може да се видят град Кавадарци и околностите. Изграден е във вид на стилизирана македонска къща с двор, оградена с бетонни стени. Височината на сградата е 12 метра и е на 2 етажа.